# Liste der Kulturdenkmäler in Dörrmoschel
In der Liste der Kulturdenkmäler in Dörrmoschel sind alle Kulturdenkmäler der rheinland-pfälzischen Ortsgemeinde Dörrmoschel aufgeführt. Grundlage ist die Denkmalliste des Landes Rheinland-Pfalz (Stand: 27. November 2018).

## Einzeldenkmäler
| Bezeichnung                 | Lage                          | Baujahr                    | Beschreibung                                                                                            | Bild                           |
| --------------------------- | ----------------------------- | -------------------------- | --- | ------------------------------ |
| Oberhof                     | Ortsstraße 1 Lage             | Mitte des 18. Jahrhunderts | herrschaftlicher barocker Krüppelwalmdachbau, teilweise Fachwerk (verputzt), Mitte des 18. Jahrhunderts | BW                             |
| Portal                      | Ortsstraße 19 Lage            | 1832                       | klassizistische Gesimsverdachung, bezeichnet 1832, historistische Türflügel                             | BW                             |
| Kellermikwe                 | Ortsstraße, unter Nr. 33 Lage |                            | relativ schmales, über Trittstufen erschlossenes Wasserbecken im tonnengewölbten Keller                 | BW                             |
| Protestantische Pfarrkirche | Ortsstraße 48 Lage            | 1712                       | schlichter barocker Saalbau, bezeichnet 1712, Architekt eventuell Haquinus Schlang, Zweibrücken         | weitere Bilder Fotos hochladen |